# 久麻久駅
久麻久駅（くまくえき）は、かつて愛知県幡豆郡西尾町熊味（現・西尾市熊味町）にあった、名鉄（旧）西尾線の駅。

## 歴史
西尾線のうち、西三軌道が開業した区間（岡崎新 - 西尾）に存在した駅である。計画当初この駅は天王門駅との距離が近すぎることが問題となったが、熊味地区の住民が用地を寄付したことで駅設置が決まったという。駅名の久麻久は、旧・久麻久村及び近くの久麻久神社に由来する。
- 1911年（明治44年）10月30日 - 西三軌道が岡崎新 - 西尾間を開業させた際に開設。
- 1912年（明治45年）1月25日 - 西三軌道が西尾鉄道に社名変更。
- 1926年（大正15年）12月1日 - 愛知電気鉄道が西尾鉄道を合併。岡崎新 - 西尾 - 吉田港間を西尾線とする。
- 1928年（昭和3年）10月1日 - 当駅 - （仮）西尾口 - （新）西尾 - 一色口間の新線が開業し、当駅 - 天王門 - （旧）西尾 - 一色口間が廃止される。
- 1943年（昭和18年）12月16日 - 西尾線 岡崎新 - 西尾間が不要不急路線となり休止。当駅も営業休止となる。
- 1959年（昭和34年）11月25日 - 廃止。

## 隣の駅
名古屋鉄道
西尾線（旧線）
三江島駅 - 久麻久駅 - 西尾口駅
かつては三江島駅 - 当駅間に三和川駅（1917年廃止）、八ツ面駅（廃止年不明）が存在した。